# Скеля Софу
Ске́ля Со́фу або Дружи́́на Ло́та (яп. 孀婦岩, そうふがん, МФА: [soːfugaɴ], «Вдовина скеля») — безлюдний острів вулканічного походження в західній частині Тихого океану. Складова групи островів Ідзу, один з малих островів групи. Належить області Хатідзьо префектури Токіо, Японія. Не підпорядкований жодному населеному пункту області. Станом на 2007 рік площа острова становила 0,005 км. Має вигляд скелі, висотою 99 м, що виглядає з морської поверхні.

## Галерея

Скеля Софу на карті островів Ідзу